# Adam Paxillus
Adam Paxillus – pseudonim niezidentyfikowanego polskiego pisarza żyjącego na przełomie XVI i XVII wieku.
Pisarz pochodził z Brzeska. Mógł nosić nazwisko Kołek lub Małecki (to drugie dopisane zostało na egzemplarzu Tragedyi o Ulissesie). Zachowały się dwa utwory podpisane tym pseudonimem:
- Komedyja o Lizydzie w stan małżeński wstępujący ... teraz nowo wydana (1597) – sztuka bliska komedii rybałtowskiej, parodiująca godzinki.
- Tragedyja o Ulissesie królu Itackim (1603) – utwór zachowany w urywku zniszczonym w 1944.